# Владимир Захаренко
«Владимир Захаренко» — российский многоцелевой сухогрузный теплоход класса «река-море» (дедвейт около 7150 тонн) проекта RSD49. Проект RSD49 разработан Морским инженерным бюро. Судна Этого проекта в соответствии с принятой в Бюро классификацией относятся к классу «Волго-Дон макс». 
Теплоход был заложен 27 января 2011 года (заводской № 301), его заказчиком является ООО «Аншип». Спущен на воду 26 февраля 2013 года. В эксплуатации находится с 21 марта 2014 года. Первый рейс состоялся в город Баку.
Суда этой серии могут использоваться для транспортировки генеральных, навалочных, лесных, зерновых и крупногабаритных грузов в Каспийском море, а также в Средиземном, Черном, Балтийском, Белом и Северном морях. Их особенностью, в отличие от остальных проектов типа «Волго-Дон макс», является наличие большого среднего трюма длиной 52 метра. Вместимость грузовых трюмов составляет 10920 м³.
Автономность плавания в море составляет 20 суток. Экипаж — 10 человек. Предусмотрена санитарная каюта и каюта для лоцмана.